# فرودگاه سائو جکینتو
فرودگاه سائو جکینتو (به انگلیسی: São Jacinto Airport) یک فرودگاه همگانی است . این فرودگاه در شهر آویرو کشور پرتغال قرار دارد و در ارتفاع ۸ متری از سطح دریا واقع شده است.